# Melanoblossidae
Melanoblossidae  (лат.) — семейство паукообразных из отряда фаланги (Solifugae).
Известно около 15 видов. Встречаются в южной Африке (Намибия, ЮАР) и Юго-Восточной Азии (Вьетнам, Индонезия).
- Dinorhaxinae Roewer, 1933 — 1 род
  - Dinorhax Simon, 1879 — 1 вид, Юго-Восточная Азия
    - Dinorhax rostrumpsittaci (Simon, 1877) — Вьетнам, Индонезия
      - [=Rhax rostrumpsittaci Simon, 1877]
- Melanoblossinae Roewer, 1933 — 5 родов, Африка
  - Daesiella Hewitt, 1934 — 1 вид
    - Daesiella pluridens Hewitt, 1934 — Намибия

  - Lawrencega Roewer, 1933 — 7 видов
  - Melanoblossia Purcell, 1903 — 4 вида
    - Melanoblossia braunsi Purcell, 1903 — Южная Африка
    - Melanoblossia globiceps Purcell, 1903 — Южная Африка
    - Melanoblossia namaquensis  Lawrence, 1935 — Южная Африка
    - Melanoblossia tridentata  Lawrence, 1935 — Южная Африка

  - Microblossia Roewer, 1941 — 1 вид
    - Microblossia eberlanzi Roewer, 1941 — Намибия

  - Unguiblossia Roewer, 1941 — 2 вида
    - Unguiblossia cauduliger Lawrence, 1967 — Намибия
    - Unguiblossia eberlanzi Roewer, 1941 — Намибия